# Чулим
Чулим (рус. Чулым) град је у Русији у Новосибирској области.

## Становништво
| 1939.  | 1959.  | 1970.  | 1979.  | 1989.  | 2002.  | 2010.  |
| ------ | ------ | ------ | ------ | ------ | ------ | ------ |
| 12.272 | 18.161 | 14.268 | 13.045 | 13.703 | 12.275 | 11.568 |